# Nassauöverenskommelsen

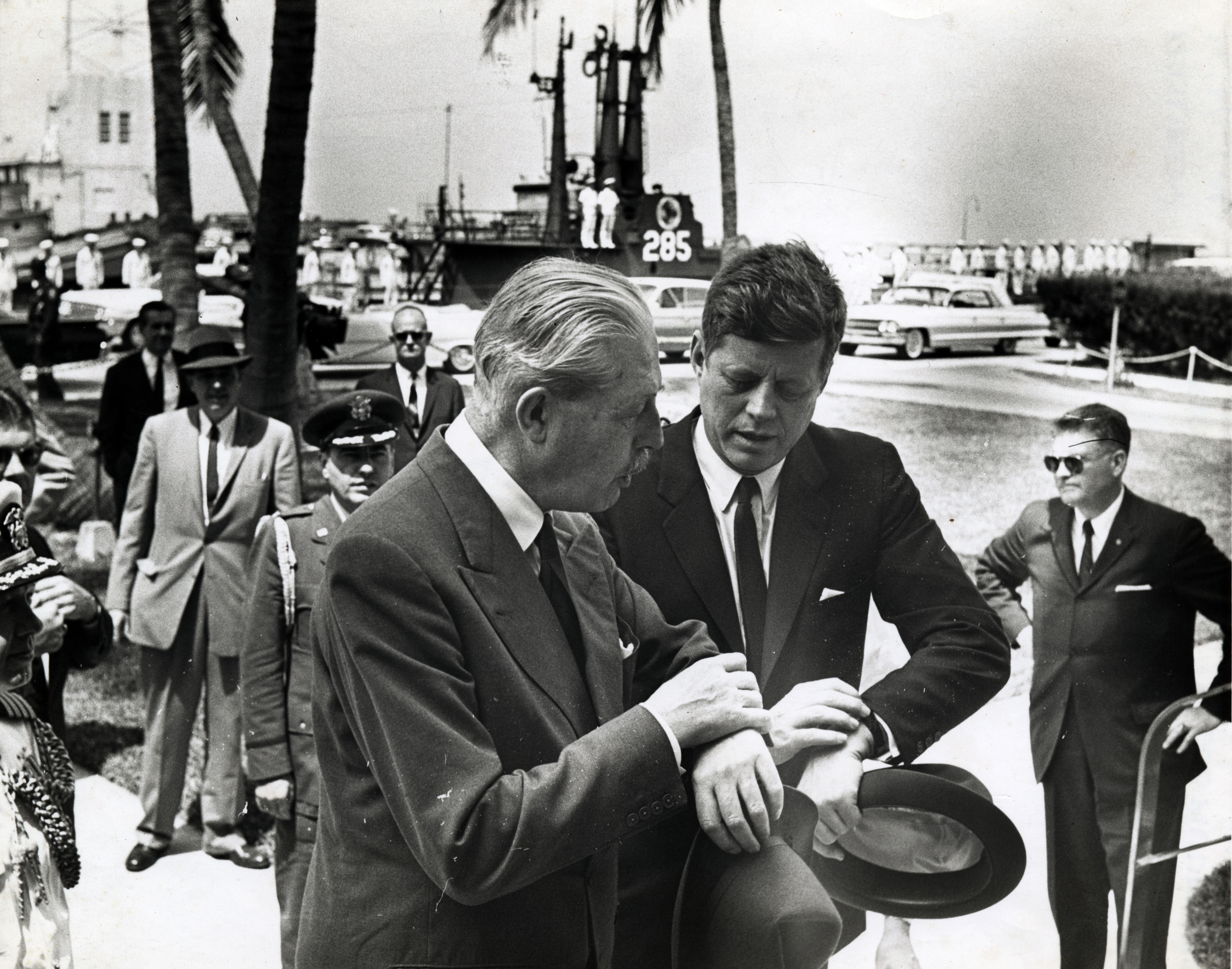
Kennedy och Macmillan vid Key West.

Nassauöverenskommelsen var en politisk överenskommelse mellan USA och Storbritannien som undertecknades 22 december 1962 av USA:s president John F. Kennedy och Storbritanniens premiärminister Harold Macmillan. Överenskommelsen var ett resultat av överläggningar mellan de två ledarna i Nassau på Bahamas 16 till 21 december angående Storbritanniens kärnvapen och gick ut på att Storbritannien skulle få köpa kärnvapen av USA mot att USA:s flotta fick använda marinbasen i Holy Loch utanför Glasgow för sina atomubåtar. Kärnvapnen skulle baseras på brittiska ubåtar, men stå under gemensam kontroll genom SACEUR.

## Bakgrund
Under 1950-talet bestod Storbritanniens kärnvapenarsenal huvudsakligen av bombflygplan med frifallande kärnvapenbomber, så kallade V-bombare. I takt med utvecklingen av luftvärnsrobotar blev bombplanen allt mer sårbara och det blev nödvändigt att utveckla flygburna kärnvapenrobotar för att kunna nå mål inne i Sovjetunionen. Detta ledde till utvecklingen av roboten Blue Steel, men dess räckvidd var begränsad.
För att komma till rätta med problemet kom Harold Macmillan och Dwight D. Eisenhower i maj 1960 överens om att Storbritannien skulle få köpa 144 stycken av den planerade roboten AGM-48 Skybolt, men på grund av tekniska svårigheter lades Skybolt-projektet ned i december 1962. Detta gjorde att Storbritannien stod utan något effektivt vapensystem för sina kärnvapen och dess status som kärnvapenmakt var hotad.
En annan faktor som hade stor betydelse för överenskommelsen var Kubakrisen där Sovjetunionen bara två månader tidigare hade placerat kärnvapenrobotar på Kuba bara några hundra kilometer från USA:s fastland. Efter förhandlingar med Nikita Chrusjtjov blev resultatet att USA tvingades dra tillbaka sina PGM-19 Jupiter-robotar från Turkiet. Därför var det av stor vikt för Kennedy att konsolidera kärnvapenstyrkorna i Europa.
Ytterligare en faktor var Suezkrisen där ett explicit sovjetiskt kärnvapenhot tvingade Storbritannien och Frankrike att dra sig ur Sinai. Utan en trovärdig kärnvapenstyrka kapabel till massiv vedergällning mot Sovjetunionen skulle Storbritannien även i fortsättningen kunna tvingas till eftergifter genom kärnvapenhot.

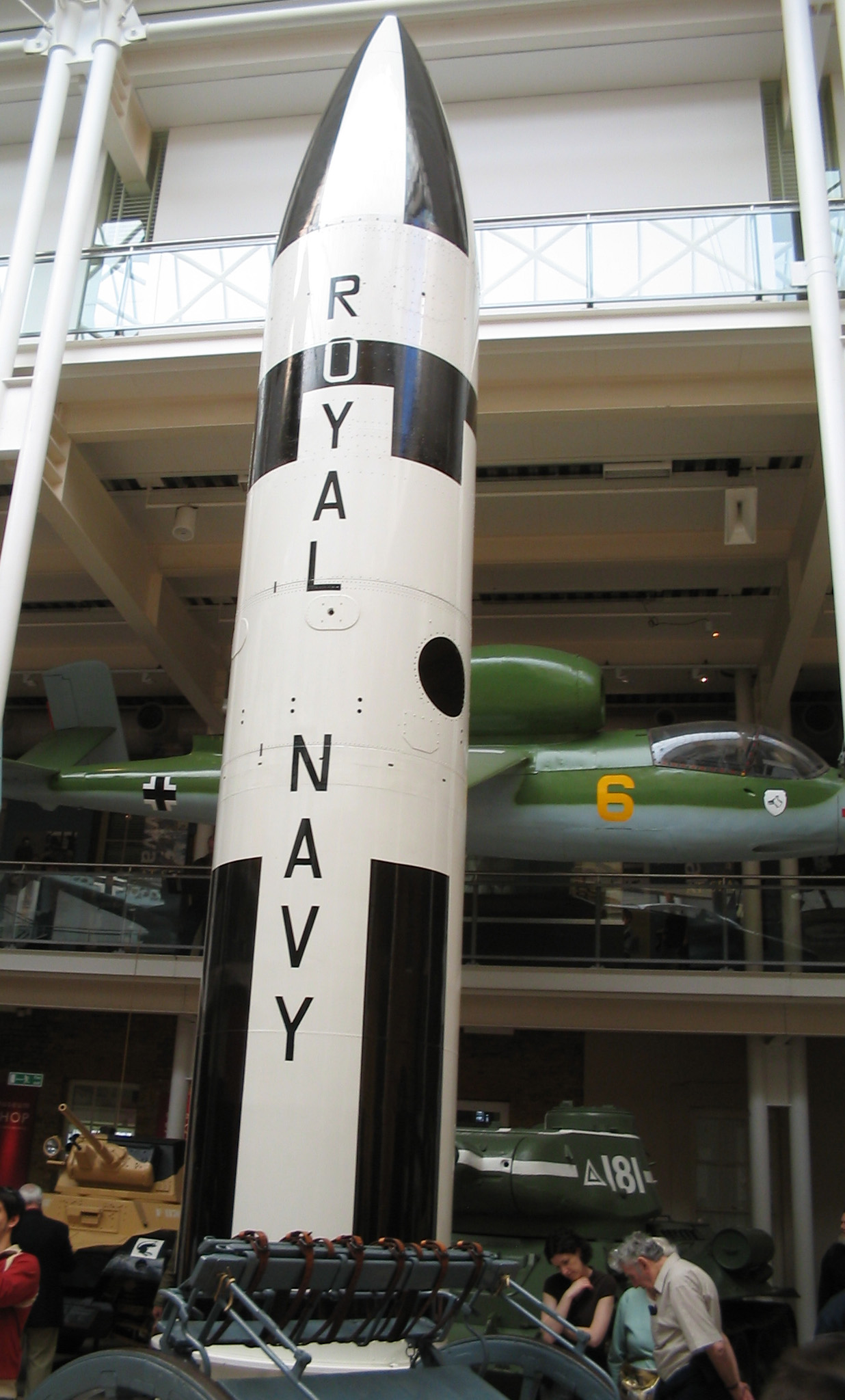
En brittisk Polaris-robot.

## Resultat
Det mest påtagliga resultatet av överenskommelsen blev att Storbritannien och USA 6 april 1963 undertecknade ett avtal om försäljning av Polaris-robotar till Royal Navy. Robotar, avfyringstuber och kringutrustning skulle tillverkas i USA och kärnladdningarna och ubåtarna som robotarna baseras på tillverkades i Storbritannien. Även Frankrike erbjöds att köpa Polaris-robotar men avböjde.
Avtalet förnyades 10 juli 1980 då Margaret Thatcher och Jimmy Carter kom överens om att de brittiska Polaris-robotarna skulle ersättas med Trident I, vilket i mars 1982 ändrades till Trident II.